# Túpolev SB
El Tupolev ANT-40, también conocido por su denominación operativa como Tupolev SB (en ruso: Скоростной бомбардировщик (Skorostnoi Bombardirovschik), Bombardero de Alta velocidad), fue un bombardero ligero bimotor utilizado por las V-VS (Fuerzas Aéreas soviéticas), siendo uno de los aviones más avanzados de su tiempo. Numéricamente, constituyó el bombardero más importante a nivel global en los años 30, siendo a su vez el primer avión moderno producido masivamente en la Unión Soviética.
Tuvo su estreno y primera actuación importante en la guerra civil española del lado de las Fuerzas Aéreas de la República Española (FARE), contienda donde fue conocido como Katiuska en el bando republicano y Martin Bomber por los aviadores del bando sublevado. Más tarde participaría en los conflictos fronterizos de 1939 contra el Servicio Aéreo del Ejército Imperial Japonés durante la (Batalla de Jaljin Gol) y en la guerra soviético-finesa de 1939-1940. Hacia junio de 1941, el 94 % de los bombarderos de la aviación soviética estaba compuesto por Tupolev SB. Al principio de la Segunda Guerra Mundial, durante la invasión alemana de la Unión Soviética, los SB sufrieron unas pérdidas tan elevadas a manos de la Luftwaffe que obligaron a retirarlos de la primera línea de combate y su sustitución por aparatos más modernos.

## Diseño y desarrollo

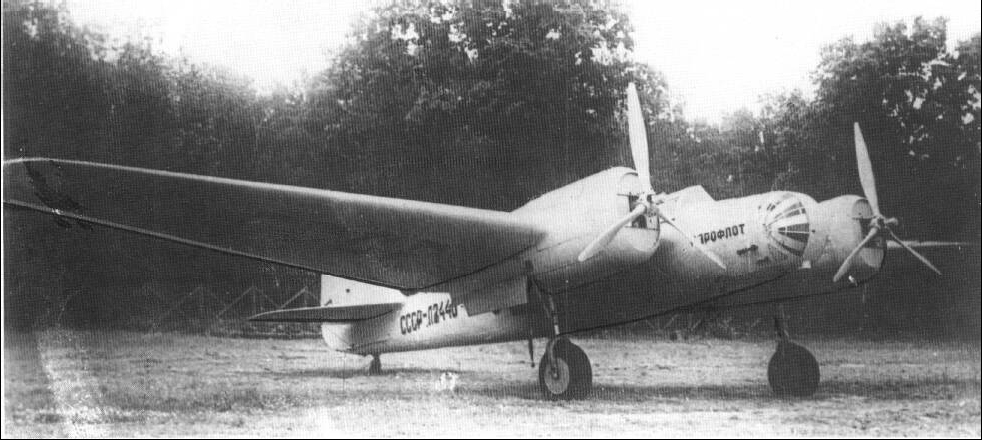
Tupolev ANT-40 de Aeroflot

Con ciertas reminiscencias del caza bimotor multiplaza experimental Túpolev ANT-21 (MI-3) de 1933 y del caza armado con cañones Túpolev ANT-29 (DIP), el primer prototipo del Tupolev ANT-40 (SB) (las letras SB correspondían a bombardero rápido) realizó su primer vuelo el 7 de octubre de 1934, propulsado con dos motores radiales Wright Cyclone. Remotorizado con los Tumansky M-87 soviéticos, tuvo que ser reconstruido tras un accidente en un aterrizaje, y se aprovechó para modificarlo considerablemente. El segundo y tercer prototipos llevaban motores Hispano-Suiza, mayor cuerda alar, deriva y timón de dirección de mayor tamaño, y los alerones reformados. Estos aviones volaron en octubre de 1934 y septiembre de 1935, y la introducción de otros cambios llevó al diseño definitivo, que entró en producción en 1935. El primer avión de serie, designado SB, salió de la línea de producción antes de terminar 1935, y su antecesor ANT-40 ya había completado su programa de vuelos de pruebas. El aparató comenzó su fabricación en cadena en 1936, siendo producido en 2 fábricas aeronáuticas del Estado hasta 1941: la Fábrica n.º 22 de Moscú y la n.º 125 en Irkutsk.
El SB era un monoplano con ala media cantilever, íntegramente metálico y con tres o cuatro tripulantes. Los primeros aviones de serie estaban propulsados por motores lineales en V Klimov M-100 (Hispano-Suiza 12Ybrs fabricado bajo licencia) de 750 hp, pero en un primer momento fueron sustituidos por los M-100A de 860 hp y, en último término (en el modelo SB-bis, que realizó su primer vuelo en octubre de 1936), por los más potentes M-103 de 1000 hp de potencia.
La fabricación de los SB cesó a finales de 1941, siendo reemplazado por el Petlyakov Pe-2. Un total de 5695 aparatos fueron construidos en la fábrica de Moscú antes de la invasión alemana de 1941, a los que se suman 1136 aparatos construidos en la fábrica de Irkutsk, al tiempo que Aero Vodochody y Avia construían en Checoslovaquia 45 y 66 aviones, respectivamente. Se construyó un total de 6945 aparatos.

## Historia operacional

### Guerra civil española
El SB 2 demostró por vez primera su potencial durante la guerra civil española, donde se le conoció por el apodo de Katiuska. Las Fuerzas Aéreas Republicanas utilizaron durante toda la contienda un total de 93 SB 2, matriculados BK (por Bombardero Katiuska). Un lote inicial de 31 bombarderos llegó al Puerto de Cartagena en octubre de 1936 a bordo del carguero soviético Komsomol, volando en su primera misión de combate el 28 de octubre en un ataque al Aeródromo de Tablada, en Sevilla. Los SB pronto dejaron atrás a los cazas del bando sublevado, especialmente los biplanos Fiat CR.32 y Heinkel He 51, lo que concedió una cierta superioridad a las agrupaciones de bombardeo republicanas. Al principio, los Katiuska fueron encuadrados en el Grupo 12 de la Aviación republicana, estando pilotados y bajo control exclusivo de pilotos rusos. El 29 de mayo de 1937, dos Katiuska atacaron al Acorazado de Bolsillo alemán Deutschland, fondeado en el antepuerto de Ibiza, al confundirlo con el crucero Canarias, matando a 31 marineros alemanes e hiriendo a otros 83. Entre junio y julio de 1937 se reorganizaron los bombarderos y se estableció una nueva unidad, el Grupo 24, en el que se integraron todos los Katiuska, además de los 31 nuevos aparatos llegados en un segundo envío. Los republicanos también emplearon los SB 2 en incursiones rápidas sobre núcleos urbanos de la Zona nacional, como los bombardeos de Valladolid, Cabra o Sevilla.
Este modelo fue, junto a los Heinkel He 111 y Savoia-Marchetti S.M.79, uno de los bombarderos más avanzados del conflicto. Bien defendido y rápido, su carga de bombas era, sin embargo, inferior a la de los aparatos de los sublevados y la carencia de depósitos autosellantes hacían de él un aparato vulnerable. La llegada de los Messerschmitt Bf 109 de la Legión Cóndor, sin embargo, provocó un vertiginoso incremento en los derribos de estos aviones. Un tercer lote de 31 aparatos llegó en junio de 1938, permitiendo la continuación de las misiones de bombardeo, a pesar de que las pérdidas en combate siguieron siendo elevadas. A lo largo de la toda la contienda, 40 Tupolev SB 2 habían sido derribados por acciones enemigas. Tras la victoria final de Francisco Franco, 19 aparatos fueron capturados e integrados en el nuevo Ejército del Aire, que los mantuvo operativos hasta 1948-1950.

### Otros conflictos

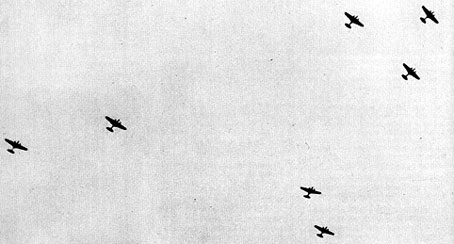
Aviones Tupolev SB 2 durante un bombardeo a Helsinki, el 30 de noviembre de 1939.

Con el comienzo de la segunda guerra sino-japonesa en julio de 1937, la Unión Soviética firmó el Pacto de no agresión sino-soviético el 21 de agosto, y con ello empezó el envío de material bélico para apoyar a las tropas chinas en su lucha contra el Ejército Imperial Japonés, entre los que se encontraban unidades aéreas completas (nominalmente, eran voluntarios soviéticos). Un envío inicial de 62 aparatos SB 2 fue realizado entre septiembre y octubre de 1937, con el comienzo de operaciones de combate por parte de las unidades soviéticas a partir de diciembre de 1937 (que incluyeron el ataque a los buques japoneses en el río Yangtsé. El 23 de febrero de 1938, para celebrar el Día del Ejército Rojo, los SB 2 realizaron un ataque contra los aeródromos de Formosa, reclamando la destrucción de 40 aparatos japoneses allí estacionados. Un total de 60 aparatos más fueron enviados a comienzos de 1938, participando en los ataques contra las tropas japonesas durante la Batalla de Wuhan. Pero las pérdidas de los aparatos soviéticos empezaron a ser tan elevadas que sus unidades debieron retirarse de combate por un tiempo; las unidades perdidas fueron sustituidas por Ilyushin DB-3 en 1939, permitiendo que los restantes Tupolev pudieran ser transferidos a unidades chinas.
A finales de los años 30 volvieron a ser empleados de nuevo en un conflicto, esta vez en las luchas fronterizas contra los japoneses que empezaron con la Batalla del Lago Jasán, entre julio y agosto de 1938. Las luchas contra los japoneses se reanudaron de nuevo con el comienzo de la Batalla de Jaljin Gol en mayo de 1939; en junio fueron enviados a Mongolia dos regimientos de Tupolev SB, volando en sus primeras misiones de combate desde el 26 de junio. Contrariamente a lo esperado, las pérdidas en combate de aparatos SB 2 fueron elevadas, especialmente frente a los ataques de los cazas japoneses Nakajima Ki-27. Los Tupolev continuaron siendo empleados en combate hasta la victoria final de las fuerzas soviéticas al mando de Gueorgui Zhúkov. El 30 de noviembre de 1939 la Unión Soviética atacó a Finlandia y dio comienzo la que pronto se denominó la Guerra de Invierno. Las fuerzas armadas soviéticas en la frontera finlandesa incluían escuadrones de Tupolev SB, que nuevamente volvieron a sufrir importantes bajas. Desde su primera actuación en la guerra civil española, los SB habían podido volar sin necesitar una escolta de cazas, pero a estas alturas la situación había cambiado. Dado el carácter invernal de este conflicto, algunos aparatos debieron ser equipados con esquíes para poder operar desde los aeródromos cubiertos de nieve, lo que les hizo aún más lentos y vulnerables durante sus operaciones de bombardeo. Tras 15 semanas de guerra fueron derribados un total de 100 aviones.

### Gran Guerra patriótica

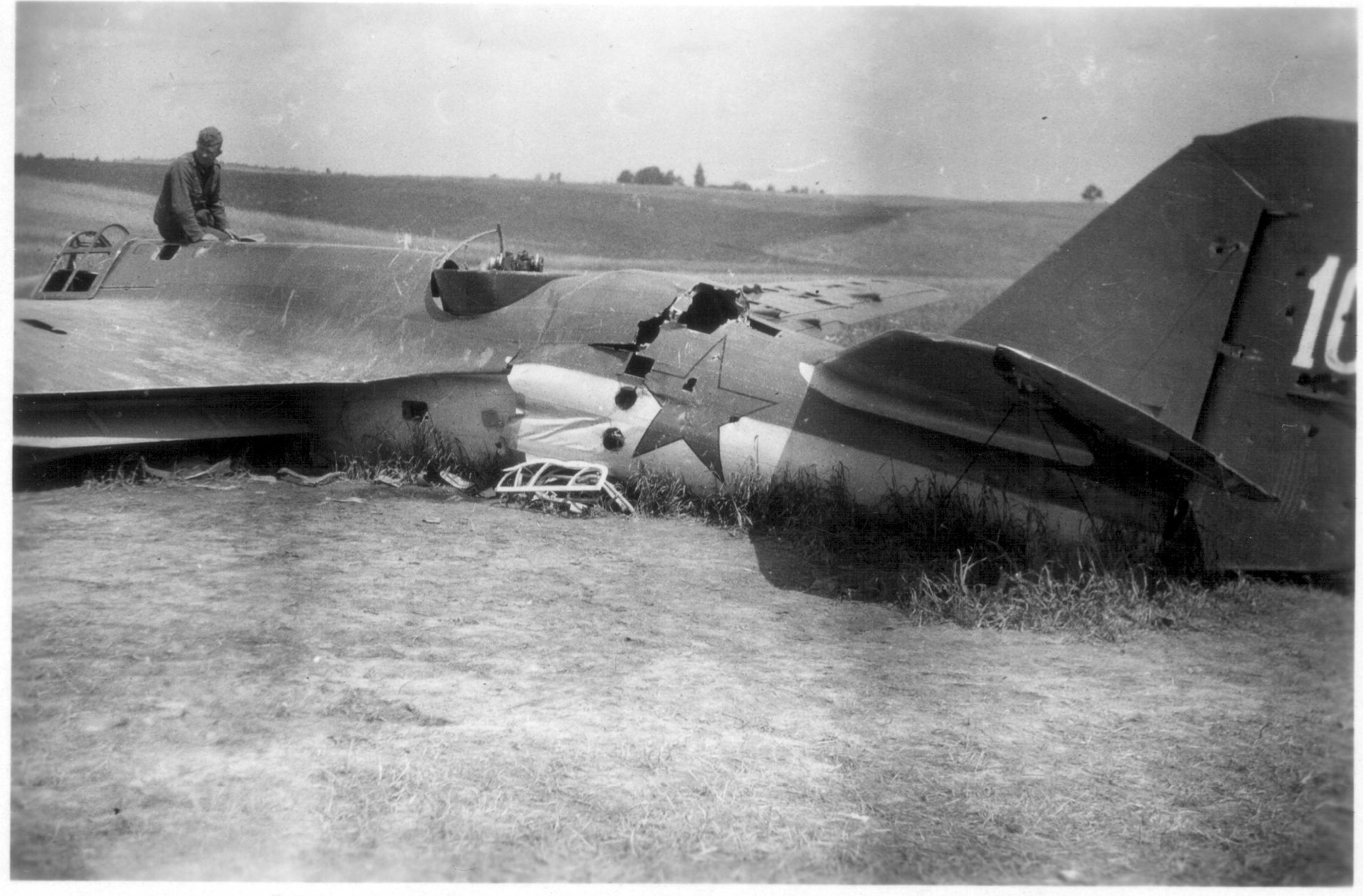
Un Tupolev SB 2M derribado por la Luftwaffe durante la Invasión alemana de la Unión Soviética.

Al producirse la invasión alemana en junio de 1941, los SB 2 y SBbis equipaban la mayor parte de las eskadrilii de Bombarderos ligeros de primera línea soviética, constituyendo el 94 % de los bombarderos de la Fuerza Aérea Soviética. A esas alturas, en los aeródromos de la frontera occidental de la URSS estaban desplegados entre 1500 y 2000 aparatos. La Luftwaffe comenzó la Operación Barbarroja con ataques coordinados sobre los 66 principales aeródromos soviéticos, destruyendo el primer día a una gran parte de la aviación soviética, tanto en ataques terrestres como en combates aéreos. Muchos de estos aviones se perdieron en el curso de desesperados y valerosos ataques, en ocasiones en formaciones y sin la adecuada cobertura de caza. Esto obligó a que los restantes aparatos se empleasen en ataques y bombardeos nocturnos.
Los SB 2 continuaron siendo empleados en operaciones nocturnas, principalmente durante la defensa de Leningrado, atacando a la artillería alemana, y más tarde durante la Batalla de Moscú; en diciembre de 1941, sin embargo, la mayor parte de los SB operativos antes del ataque alemán ya habían sido destruidos o sustituidos por versiones más modernas, aunque algunos aparatos continuaron siendo usados en ataques en el Frente del Norte (Múrmansk) y contra Finlandia hasta marzo de 1942.

## Variantes
Entre los desarrollos del avión, cabe destacar:
ANT-38
Prototipo propuesto para un bombardero de alta velocidad que no llegó a prosperar, aunque posiblemente se desarrollase en el ANT-41.
ANT-40 RTs (Rayt Tsiklon) o SB
Primer prototipo con motores Wright Cyclone de 545 kW (730 hp). Fue completado en septiembre de 1934, realizando su primer vuelvo el 7 de octubre de ese mismo año. Resultó dañado durante un aterrizaje forzoso y fue reconstruido con motores Tumansky M-87 de 670 kW (900 hp), con un segundo conjunto de vuelos de pruebas realizados entre el 5 de febrero y el 31 de julio de 1935. El desarrollo del proyecto no continuó, como sí haría con su sucesor ANT-40 IS.
ANT-40 IS (Ispano-Suiza)
Prototipos propulsados por motores Hispano-Suiza 12Y de 560 kW (750 hp) y con una mayor envergadura alar (20,3 m en total). Fueron construidos dos ejemplares: el segundo ejemplar voló en septiembre de 1935 y sirvió como prototipo de producción.
ANT-41
Avión torpedero sin relación alguna, con un diseño similar al del SB, pero más grande y potente. Se construyó un ejemplar en 1936, pero se canceló el proyecto después de estrellarse a causa de la excesiva vibración.
SB 2M-100
Primer modelo de serie. La superficie de las alas aumentó a 56,7 m² y aparece equipado con motores Klimov M-100 (los Hispano-Suiza 12Y construidos bajo licencia).
SB 2M-100A
Modelo equipado con los nuevos motores M-100A de 642 kW (860 hp). Entró en producción desde finales de 1936. A veces era informalmente mencionado como SBbis.
SB 2M-100A modernizoravannyi
Modelo con nueva arma trasera, instalada en una torreta dorsal MV-3. Probado en mayo de 1937, fue aceptado pero nunca llegó a entrar en producción.
SB-bis
Prototipo propulsado por motores Klimov M-103 de 716 kW (960 hp). Voló en septiembre de 1937, pero el incremento de peso produjo la reducción de las prestaciones.
SB-bis2
Prototipo propulsado por motores Klimov M-103 y alas pulidas, con pequeños incrementos en sus prestaciones. No llegó a entrar en producción.
SB-bis3
Tercer prototipo propulsado por motores Klimov M-103, con nuevas góndolas motoras que tenían los radiadores ubicados debajo de los mismos en lugar de los radiadores frontales instalados en los primeros aviones. Fue probado desde el 1 de noviembre de 1937 hasta el 17 de enero de 1938, mostrando que su velocidad máxima se incrementó hasta 446 km/h. Estas mejoras fueron posteriormente incorporadas a los aviones de serie.
SB 2M-103
Modelo de serie de 1938 con motores M-103 con radiadores frontales originales y estructura reforzada; equipado con los controles de vuelo de emergencia para navegador, provisión para esquíes retráctiles, así como dos depósitos externos de 368 l de combustible.
SB 2M-104
Desarrollo correspondiente a unos 30-50 aparatos que fueron completados con motores M-104.
SB 2M-106
Algunos aparatos completados con motores M-106, aunque nunca se produjeron en serie.
USB o SB-3
Un entrenador de tripulaciones, equipado con una cabina abierta en el morro para el instructor, que reemplazaba el puesto del navegante.
SB-RK (Rasresnoye krilo, ala ranurada)
Bombardero en picado desarrollado en paralelo con el SB-MN. Igual que las alas del SB-MN, pero con grandes aletas ranuradas utilizables como frenos de picado. Los radiadores de refrigeración fueron introducidos dentro de las alas, con una toma de aire en el borde de ataque y el tubo de escape en la superficie superior del ala. Equipado con tres ametralladoras ShKAS, podía portar una carga interna de seis bombas de 100 kg o dos bombas de 250 kg, o dos bombas externas de 1500 kg. Fueron construidos 200 aparatos antes de que fuera sustituido por el Petlyakov Pe-2 y Tupolev Tu-2.
SBB-1
Designación alternativa B fue la última modificación de SB por Arkhángel'skiy, basada en el SB-MN y -RK, con las alas más pequeñas, doble cola y cambios menores. Fue construido un prototipo de vuelo en 1940, pero no entró en producción.
PS-40
Un transporte civil, suministrado a Aeroflot en ciertas cantidades en 1938.
PS-41/PS-41bis
Aviones de transporte construidos en 1939 y 1940, respectivamente.
Pterodactyl
Un SB con motores 2M-103, equipado con tren de aterrizaje triciclo fijo; solo se adaptó un aparato en 1940.
ANT-41 (T-1)
Un avión torpedero similar al construido en 1936 y posteriormente desechado.
ANT-46 (DI-8)
Un caza biplaza de 1935, similar al ANT-40 (pero equipado con dos Gnome-Rhône Mistral Major) y armado con cañones sin retroceso de 100 mm, cuatro ametralladoras fijas en el morro, y una ametralladora montada sobre afuste flexible en la cabina de los observadores.

### Avia B-71
En 1937, los gobiernos de la URSS y Checoslovaquia concluyeron un acuerdo por el que los soviéticos suministrarían algunos bombarderos Tupolev SB 2 y la concesión de la licencia para su fabricación local. Checoslovaquia importó 53 ejemplares con motores M-100A y luego emprendió su fabricación bajo licencia, denominándolos Avia B-71, recibieron motores Hispano-Suiza fabricados en el país y sustituyeron las ametralladoras ShKAS por checoslovacas ZB-30. Para cuando los alemanes ocuparon Checoslovaquia y crearon el Protectorado de Bohemia y Moravia, no se había completado ningún aparato de fabricación local.

## Operadores
Alemania

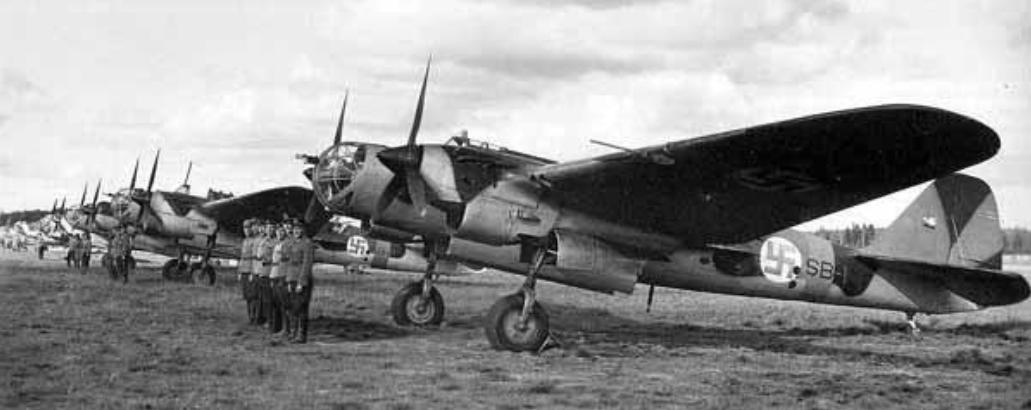
Aparatos SB 2 y sus tripulaciones formados en línea, en la época en que eran operados por la Fuerza Aérea Finlandesa (años 40).

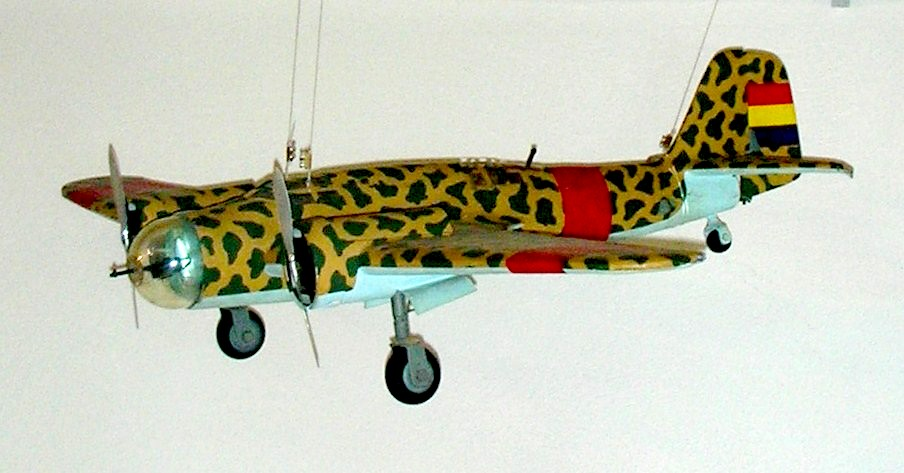
Maqueta de un Tupolev SB 2 con los colores y distintivos de las Fuerzas Aéreas Republicanas durante la Guerra Civil Española. Actualmente expuesto en el Museo de La Cenia.

- La Luftwaffe operó aparatos capturados, tanto los checoslovacos Avia B-71 como los soviéticos SB.

 Bulgaria
- La Fuerza Aérea de Bulgaria operó 32 aparatos Avia B-71 rediseñados como Avia-Katiusza Ě-8.

 Checoslovaquia
- La Fuerza Aérea Checoslovaca recibió 53 aparatos soviéticos con motores Hispano-Suiza entre abril y mayo de 1938. Otros 161 bombarderos y aparatos de reconocimiento fueron autorizados a construirse bajo licencia, siendo renombrados como Avia B-71, pero solo 111 llegaron a construirse.

 China
- La Fuerza Aérea Nacionalista China recibió 62 bombarderos SB 2M-100 en el otoño de 1937; entre 1938 y 1941 la URSS envió más aparatos.

 Eslovaquia
- La Fuerza Aérea Eslovaca operó un Avia B-71 hasta el 18 de abril de 1943, en que su tripulación huyó y se entregó a Turquía.[43]

 Estado español
- El Ejército del Aire Español capturó 19 aviones en buen estado al final de la guerra civil, pero sus motores soviéticos M-100 fueron sustituidos por Hispano-Suiza 12Ybrs. Estos aparatos estuvieron en servicio operacional hasta que a comienzos de la década de 1950 fueron retirados y sustituidos por aparatos estadounidenses.

 Finlandia
- La Fuerza Aérea Finlandesa operó aviones capturados a la Unión Soviética, siendo retirados los últimos aparatos en servicio tras la Segunda Guerra Mundial.[44]

 Polonia
- La Fuerza Aérea Polaca operó algunos aparatos tras la Segunda Guerra Mundial, pero solo como aviones de entrenamiento.

 República Española
- Las Fuerzas Aéreas de la República Española recibieron un primer lote de 31 bombarderos SB 2 el 14 de octubre de 1936; el segundo envío de 31 aparatos se realizó entre junio y julio de 1937, antes de la Batalla de Brunete; un tercer y último envío se realizó en la primera mitad de 1938. En total, los soviéticos enviaron a la España republicana 93 aparatos SB 2.[16]

 Unión Soviética
- Las Fuerzas Aéreas Soviéticas fueron el principal usuario.
- Aeroflot recibió en 1938 un número desconocido de aparatos en su versión militar, siendo reformados para el servicio civil y renombrados bajo la denominación PS-40.

## Especificaciones (SB 2M-103)
Referencia datos: Air International (February 1989), pág. 78

### Características generales
- Tripulación: Tres (piloto, observador, artillero)
- Longitud: 12,6 m (41,2 ft)
- Envergadura: 20,3 m (66,7 ft)
- Altura: 3,6 m (11,8 ft)
- Superficie alar: 56,7 m² (610,3 ft²)
- Peso vacío: 4768 kg (10 508,7 lb)
- Peso cargado: 6308 kg (13 902,8 lb)
- Peso máximo al despegue: 7880 kg (17 367,5 lb)
- Planta motriz: 2× motor lineal V12 refrigerado por líquido Klimov M-103.
  - Potencia: 746 kW (1029 HP; 1014 CV) cada uno.

### Rendimiento
- Velocidad máxima operativa (Vno): 450 km/h (280 MPH; 243 kt)
- Alcance: 2300 km (1242 nmi; 1429 mi)
- Alcance en combate: km
- Alcance en ferry: km
- Techo de vuelo: 9150 m (30 020 ft)

### Armamento
- Ametralladoras: 

  - 4x ShKAS de 7,62 mm (dos en el morro, una en posición dorsal y otra en posición ventral)
- Bombas: 

  - 6 de 100 kg o
  - 6 de 50 kg o
  - 2 de 250 kg (todas en soportes subalares)

## Aeronaves relacionadas

### Aeronaves similares
- Heinkel He 111
- Martin Maryland
- PZL.37 Łoś
- Bristol Blenheim

### Secuencias de designación
- Secuencia ANT-_ (interna de Túpolev): ← ANT-35 - ANT-36 - ANT-37 - ANT-40 - ANT-41 - ANT-42 - ANT-43 - ANT-44 - ANT-46 - ANT-51 - ANT-58
- Secuencia DI-_ (Cazas biplaza soviéticos, 1923-1940): ← DI-3 - DI-4 - DI-6 - DI-8
- Secuencia PS-_ (Aviones comerciales soviéticos, 1923-1940): ← PS-9 - PS-30 - PS-35 - PS-40 - PS-41 - PS-42 - PS-43 - PS-84 →
- Secuencia B-_ (interna de Avia): ← B-33 - B-34 - B-35 - B-71 - B-122 - B-234 - B-135 →
- Secuencia Numérica (Aeronaves del Ejército del Aire español, 1939-1945): ← 17W - 18 - 19 - 20W - 21 - 22 - 23 →
- Secuencia B._ (Aeronaves de Bombardeo del Ejército del Aire español, 1945-1954): ← B.2 - B.3 - B.4 - B.5 - B.6 - B.7